# Сучу-де-Жос
Сучу-де-Жос (рум. Suciu de Jos) — село у повіті Марамуреш в Румунії. Входить до складу комуни Сучу-де-Сус.
Село розташоване на відстані 372 км на північний захід від Бухареста, 38 км на південний схід від Бая-Маре, 79 км на північ від Клуж-Напоки.

## Населення
За даними перепису населення 2002 року у селі проживали 1158 осіб, з них 1157 осіб (99,9%) румунів. Рідною мовою 1157 осіб (99,9%) назвали румунську.

## Галерея

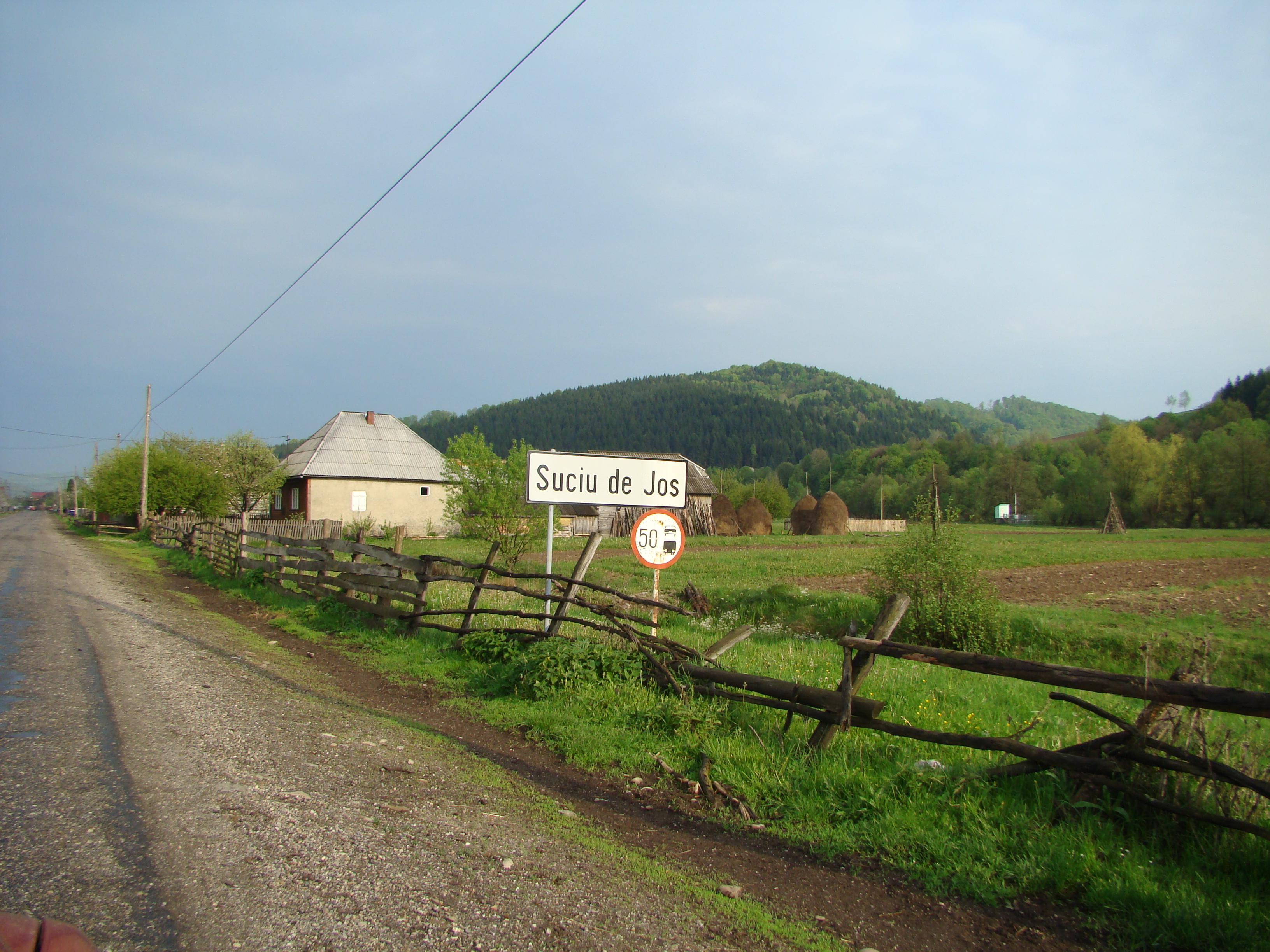
В'їзд до Сучу-де-Жос
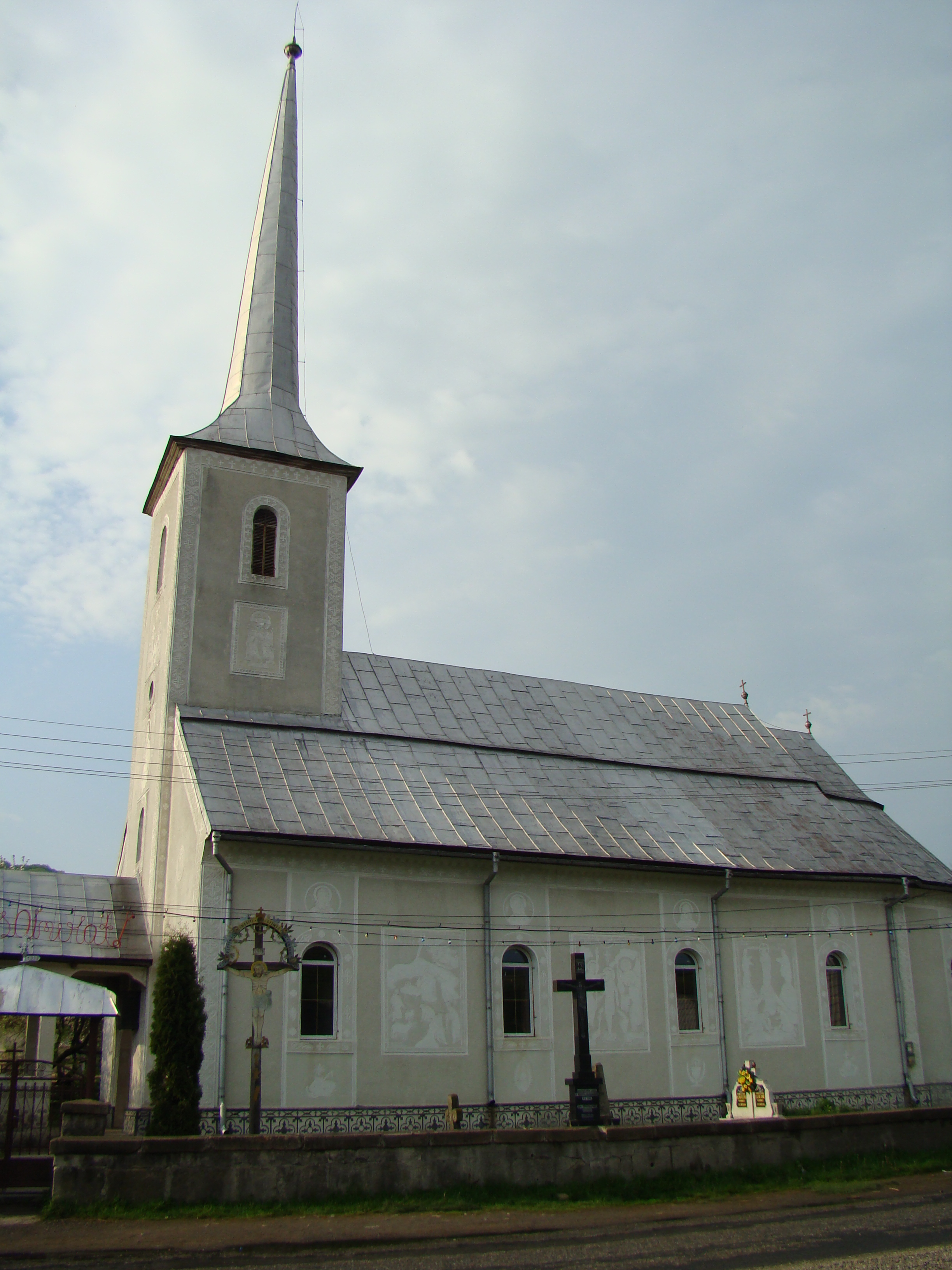
Греко-католицька церква, що використовується як православна (Сучу-де-Жос)
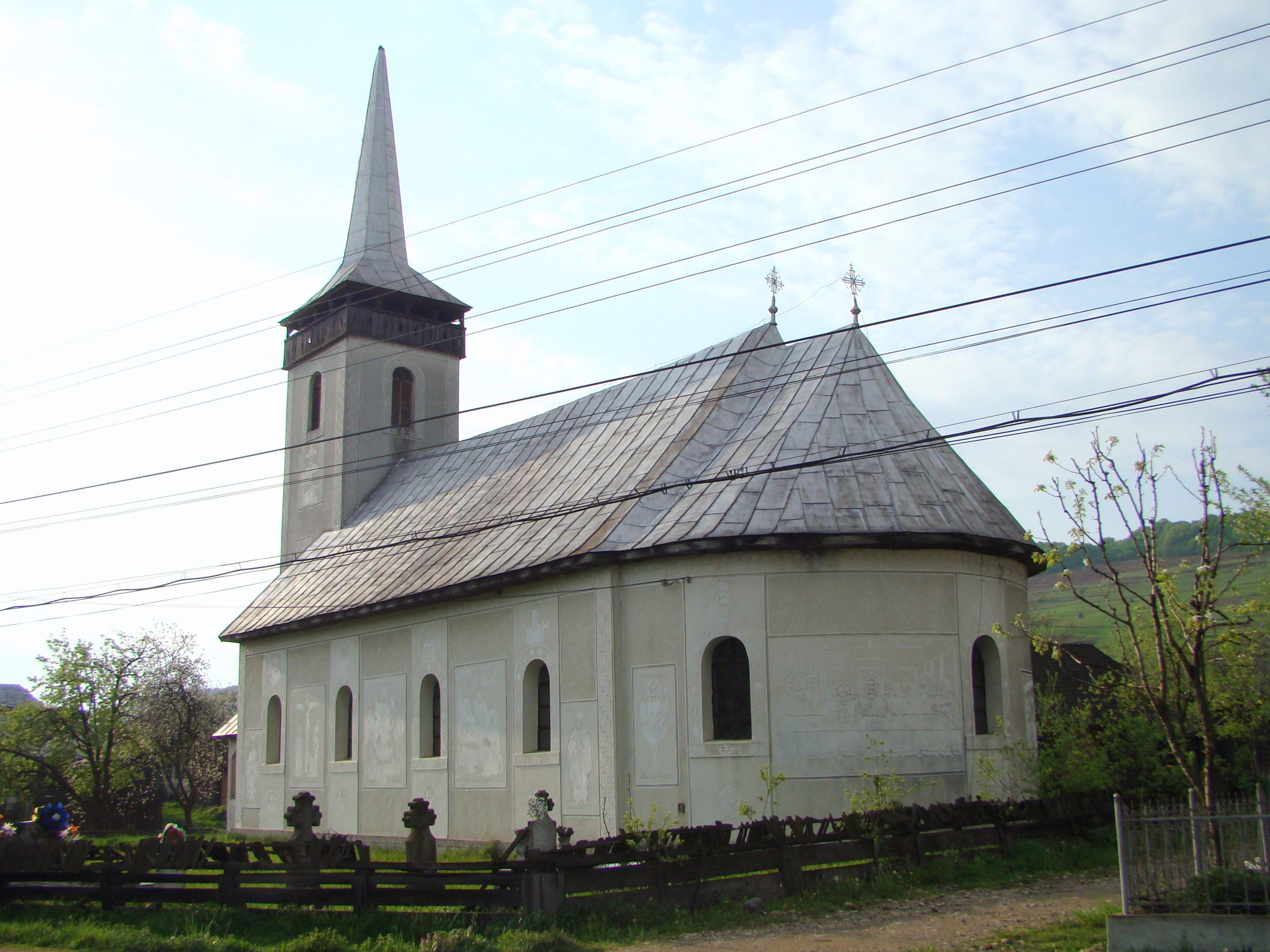
Православна церква (Сучу-де-Жос)